# Alexandre Prémat
Alexandre Prémat (Juvisy-sur-Orge, 5 aprile 1982) è un pilota automobilistico francese, vincitore della Le Mans Series nel 2018 con L'Audi. In monoposto ha vinto il Masters di Formula 3 e il Gran Premio di Macao nel 2004, inoltre con Nicolas Lapierre ha portato il team della Francia a vincere l'A1 Grand Prix nel 2005.
Nel 2006 ha preso parte alle prove libere del Gran Premio di Cina con il team Midland. 

## Carriera

### Gli inizi in monoposto
Nel 2000 Prémat esordisce in monoposto correndo nella Formula Renault Campus France diventando vice campione con due vittorie al attivo. L'anno seguente ottiene la vittoria del Campionato francese FFSA della Formula Renault, mentre nel 2004 ottiene quattro vittorie nella Formula 3 Euro Series  e chiude secondo in classifica dietro Jamie Green. Sempre nel 2004, con il team ASM Formule 3 ottiene due prestigiose vittorie, la prima nel Masters di Formula 3 e la seconda nel Gran Premio di Macao davanti a Robert Kubica e Lucas Di Grassi. 

### GP2 e l'A1 Grand Prix
Grazie agli ottimi risultati raggiunti nei suoi primi anni in carriera, Prémat esordisce nella GP2 con il team ART Grand Prix e con Nico Rosberg come compagno di team. Il pilota francese riesce a vincere due corse, la prima al Hungaroring davanti a Rosberg e la seconda ad Istanbul davanti a Giorgio Pantano. Nel resto della stagione ottiene altri cinque podi e chiude quarto in classifica contribuendo alla vittorie del titolo per l'ART.
Tra il settembre del 2005 e l'aprile del 2006 prende parte alla stagione inaugurale della A1 Grand Prix correndo in alternanza con Nicolas Lapierre per il team francese. Prémat ottiene sette vittorie e porta la Francia a vincere il titolo. 
Sempre con il team ART ritorna nella GP2 Series, questa volta trova Lewis Hamilton come compagno di team. In questa stagione ottiene una sola vittoria, che arriva nella prima corsa di Barcellona davanti al suo compagno di team. Prémat chiude la stagione al terzo posto in classifica piloti dietro a Hamilton e Nelson Piquet Jr.

### Formula 1
Prémat nel settembre del 2006 viene annunciato come terzo pilota del team di Formula 1, Midland motorizzato Toyota. Prende parte con il team olandese a un test a Silverstone e nel Gran Premio di Cina esordisce durante il primo turno delle prove libere.

### Endurance e DTM
Nel 2007 lascia le corse in monoposto e si unisce al marchio Audi correndo nel Deutsche Tourenwagen Masters con l'A4 DTM 2006 e la 24 Ore di Le Mans con la R10 TDI. L'anno seguente prende parte alla Le Mans Series nella classe regina (LMP1). Prémat insieme a Mike Rockenfeller ottengono la vittoria del campionato grazie un'ottima costanza di risultati pur non avendo vinto nessuna corsa. Sempre con l'Audi ottiene in quarto posto a Le Mans. Il pilota francese rimane legato al marchio Audi fino al 2010, correndo altre due stagioni delDTM e scendo ancora una volta la 24 Ore di Le Mans nella classe regina. 
Nel 2011 corre nella Intercontinental Le Mans Cup con la Pescarolo 01 LMP1 del team OAK Racing, mentre scende nella classe LMP2 per ritornare a Le Mans. Con la Peugeot RCZ ottiene la vittoria nella classe D1T della 24 Ore del Nürburgring.
Dal 2012 al 2019 Prémat corre nella Supercars, serie australiana. Nel suo ultimo anno nella serie ottiene la prestigiosa vittoria nella 1000 km di Bathurst insieme a Scott McLaughlin. 

## Risultati

### GP2
| Stagione | Squadra        | 1   | 2   | 3   | 4   | 5   | 6   | 7   | 8   | 9   | 10  | 11  | 12  | 13  | 14  | 15  | 16  | 17  | 18  | 19  | 20  | 21  | 22  | 23  | Punti | Pos. |
| -------- | -------------- | --- | --- | --- | --- | --- | --- | --- | --- | --- | --- | --- | --- | --- | --- | --- | --- | --- | --- | --- | --- | --- | --- | --- | ----- | ---- |
| 2005     | ART Grand Prix | SMR | SMR | ESP | ESP | MON | EUR | EUR | FRA | FRA | GBR | GBR | GER | GER | HUN | HUN | TUR | TUR | ITA | ITA | BEL | BEL | BHR | BHR | 67    | 4º   |
| 2005     | ART Grand Prix | 7   | 2   | 10  | Rit | Rit | 4   | Rit | 9   | Rit | 3   | 5   | 2   | 9   | 4   | 1   | 1   | 14  | Rit | 18  | Rit | 12  | 2   | 3   | 67    | 4º   |
| 2006     | ART Grand Prix | VAL | VAL | SMR | SMR | EUR | EUR | ESP | ESP | MON | GBR | GBR | FRA | FRA | GER | GER | HUN | HUN | TUR | TUR | ITA | ITA |     |     | 66    | 3º   |
| 2006     | ART Grand Prix | 9   | Rit | 4   | Rit | 2   | 17  | 1   | 3   | 3   | 6   | Rit | 2   | 3   | 19  | Rit | 6   | 3   | 3   | 7   | 5   | Rit |     |     | 66    | 3º   |
| Legenda  |                |     |     |     |     |     |     |     |     |     |     |     |     |     |     |     |     |     |     |     |     |     |     |     |       |      |

### Formula 1
| 2006 | Scuderia | Vettura     |  |  |  |  |  |  |  |  |  |  |  |  |  |  |  |    |  |  |  | Punti | Pos. |
| ---- | -------- | ----------- |  |  |  |  |  |  |  |  |  |  |  |  |  |  |  | -- |  |  |  | ----- | ---- |
| 2006 | Midland  | Midland M16 |  |  |  |  |  |  |  |  |  |  |  |  |  |  |  | TP |  |  |  | –     |      |

| Legenda | 1º posto     | 2º posto | 3º posto    | A punti         | Senza punti/Non class.  | Grassetto – Pole position Corsivo – Giro più veloce |
| Legenda | Squalificato | Ritirato | Non partito | Non qualificato | Solo prove/Terzo pilota | Grassetto – Pole position Corsivo – Giro più veloce |

### 24 Ore di Le Mans
| Anno | Team                  | Co-piloti                        | Vettura         | Classe | Giri | Pos. | Class pos. |
| ---- | --------------------- | -------------------------------- | --------------- | ------ | ---- | ---- | ---------- |
| 2007 | Audi Sport Team Joest | Mike Rockenfeller Lucas Luhr     | Audi R10 TDI    | LMP1   | 23   | Rit  | Rit        |
| 2008 | Audi Sport Team Joest | Mike Rockenfeller Lucas Luhr     | Audi R10 TDI    | LMP1   | 374  | 4°   | 4°         |
| 2009 | Audi Sport Team Joest | Timo Bernhard Romain Dumas       | Audi R15 TDI    | LMP1   | 333  | 17°  | 13°        |
| 2011 | Team Oreca-Matmut     | David Hallyday Dominik Kraihamer | Oreca 03-Nissan | LMP2   | 200  | Rit  | Rit        |

### Deutsche Tourenwagen Masters
| Anno | Squadra      | Vettura          | 1       | 2       | 3       | 4       | 5       | 6       | 7      | 8      | 9       | 10      | 11     | Punti | Pos. |
| ---- | ------------ | ---------------- | ------- | ------- | ------- | ------- | ------- | ------- | ------ | ------ | ------- | ------- | ------ | ----- | ---- |
| 2007 | Team Phoenix | Audi A4 DTM 2006 | HOC Rit | OSC     | LAU Rit | BRH 7   | NOR 8   | MUG 7   | ZAN 2  | NÜR 9  | CAT 10  | HOC 16  |        | 13    | 11°  |
| 2008 | Team Phoenix | Audi A4 DTM 2007 | HOC 11  | OSC 9   | MUG 8   | LAU DSQ | NOR 14  | ZAN Rit | NÜR 14 | BRH 10 | CAT 6   | BUG 3   | HOC 13 | 10    | 10°  |
| 2009 | Team Phoenix | Audi A4 DTM 2008 | HOC Rit | LAU Rit | NOR Rit | ZAN DSQ | OSC Rit | NÜR Rit | BRH 11 | CAT 8  | DIJ 11  | HOC 4   |        | 6     | 13°  |
| 2010 | Team Phoenix | Audi A4 DTM 2008 | HOC 10  | VAL 3   | LAU Rit | NOR 7   | NÜR Rit | ZAN 11  | BRH 8  | OSC 6  | HOC Rit | ADR Rit | SHA    | 12    | 11°  |

### Le Mans Series
| Anno    | Squadra               | Classe | Vettura  | CAT | MNZ | SPA | NÜR | SIL | Punti | Pos. |
| ------- | --------------------- | ------ | -------- | --- | --- | --- | --- | --- | ----- | ---- |
| 2008    | Audi Sport Team Joest | LMP1   | Audi R10 | 2   | 2   | 2   | 3   | 4   | 27    | 1º   |
| Legenda |                       |        |          |     |     |     |     |     |       |      |